# Không kích Makeen 23 tháng 6, 2009
Không kích Makeen ngày 23 tháng 6 năm 2009 nơi bị coi là trung tâm huấn luyện của Taliban vào sáng sớm đã làm một số người thiệt mạng, sau đó đợt tấn công khác xảy ra ở đám tang cho một số người bị giết tại Nam Waziristan. Nhân vật lãnh đạo lực lượng Taliban ở Pakistan, Baitullah Mehsud, đã đến tham dự đám tang, nơi bị hỏa tiễn của Hoa Kỳ tấn công, nhưng đã rời khỏi nơi này trước khi cuộc oanh kích xảy ra làm 83 người thiệt mạng và hàng chục người khác bị thương, theo nguồn tin tình báo Pakistan ngày 24 tháng 6. Sau đó, Qari Hussain, một phụ tá cao cấp của Mehsud nói ông này không hiện diện tại đám tang và "ở một địa điểm bí mật vào lúc xảy ra cuộc tấn công bằng hỏa tiễn của Hoa Kỳ," và cáo buộc rằng chỉ có năm trong số những người bị giết là thành viên Taliban. Tuy nhiên các viên chức tình báo Pakistan nói rằng một số nhân vật lãnh đạo cao cấp của Taliban ở trong số những người bị giết. Ngày 23 tháng 6, hai viên chức tình báo Pakistan nói rằng tuy Mehsud có đến thăm ngôi làng nơi có đám táng, ông ta rời khỏi nơi đây trước cuộc tấn công bằng hỏa tiễn bắn đi từ các phi cơ không người lái.